# لویدز لندن

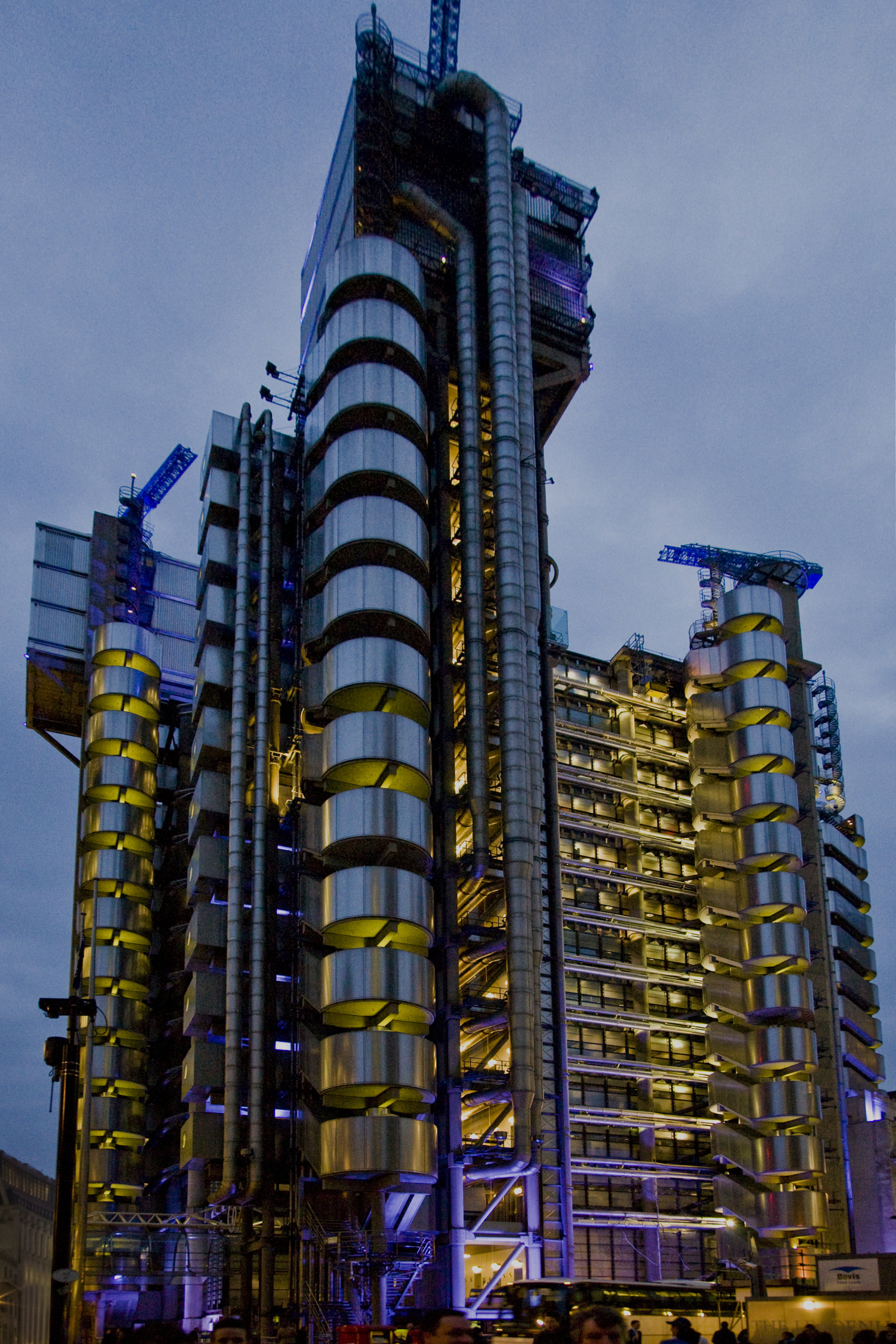
ساختمان مرکزی لویدز لندن

لویدز لندن (به انگلیسی: Lloyd's of London) شرکت خدمات مالی بریتانیایی است، که به‌عنوان یک کارگزار بیمه، در زمینه ارائه خدمات بیمه، بیمه اتکایی، بیمه عمر، مبادلات اوراق قرضه و مدیریت ریسک فعالیت می‌کند.
شرکت لویدز لندن در سال ۱۶۸۸ توسط ادوارد لوید تأسیس شد و در حال حاضر دارای بیش از ۲٫۵۰۰ شعبه در سراسر جهان می‌باشد. دفتر مرکزی این شرکت در شهر لندن قرار دارد.